# Garfield w Hollywood
Garfield w Hollywood (Garfield Goes Hollywood) – półgodzinny film animowany oparty na komiksie o Garfieldzie z 1987 roku.
Jon decyduje się na zabranie swoich podopiecznych do konkursu talentów, który potem wygrywają. Cała "rodzinka" wyjeżdża do Hollywood na finał konkursu talentów. Konkurencja jest trudna do pokonania, ale bohaterowie radzą sobie i zajmują drugie miejsce. Wygrywają jacht, a perspektywa miliona dolarów przechodzi im koło nosa.